# Віла-Нова-де-Пайва
Ві́ла-Но́ва-де-Па́йва (порт. Vila Nova de Paiva; МФА: [ˈvi.ɫɐ ˈno.vɐ dɨ ˈpaj.vɐ], Ві́ла-Но́ва-ди-Па́йва, «нове містечко Пайва») — муніципалітет і містечко в Португалії, в окрузі Візеу. Розташований у центрально-північній частині країни, на теренах історичної португальської провінції Бейра. Належить до Ламегуської діоцезії Католицької церкви в Португалії. Права міського самоврядування має з 1514 року. Поділяється на 5 парафій. За адміністративним поділом, чинним до 1976 року, був складовою провінції Верхня Бейра. Площа муніципалітету — 175,53 км², населення муніципалітету — 5176 ос. (2011); густота населення — 29,49 осіб/км²
. Патрон — святий Себастіан. Святковий день муніципалітету — 2 березня.   Код місцевої адміністративної одиниці — 1822. Складова статистичного регіону Центр.

## Назва
- Віла-Нова-де-Пайва (порт. Vila Nova de Paiva, стара орфографія: порт. Villa Nova de Paiva) — сучасна португальська назва.

## Географія
Віла-Нова-де-Пайва розташована на півночі Португалії, в центрі округу Візеу.
Віла-Нова-де-Пайва межує на півночі з муніципалітетом Тарока, на сході — з муніципалітетом Моймента-да-Бейра, на півдні — з муніципалітетом Сатан, на південному заході — з муніципалітетом Візеу, на заході — з муніципалітетом Каштру-Дайре.

## Історія
1514 року португальський король Мануел I надав Вілі-Нові-де-Пайві форал, яким визнав за поселенням статус містечка та муніципальні самоврядні права.

## Населення
| Кількість мешканців | Кількість мешканців | Кількість мешканців | Кількість мешканців | Кількість мешканців | Кількість мешканців | Кількість мешканців | Кількість мешканців | Кількість мешканців | Кількість мешканців | Кількість мешканців | Кількість мешканців | Кількість мешканців | Кількість мешканців | Кількість мешканців |
| ------------------- | ------------------- | ------------------- | ------------------- | ------------------- | ------------------- | ------------------- | ------------------- | ------------------- | ------------------- | ------------------- | ------------------- | ------------------- | ------------------- | ------------------- |
| 1864                | 1878                | 1890                | 1900                | 1911                | 1920                | 1930                | 1940                | 1950                | 1960                | 1970                | 1981                | 1991                | 2001                | 2011                |
| 5 952               | 6 307               | 6 833               | 6 954               | 6 692               | 7 012               | 7 400               | 8 048               | 9 033               | 8 931               | 7 020               | 6 420               | 6 088               | 6 141               | 5 176               |